# فهرست دریاوارهای کره ماه

نام دریاوارها و دهانه‌های اصلی سمت پیدای ماه.

این فهرستی است از دریاوارها (maria)، اقیانوس‌وار‌ها (oceanus)، دریاچه‌وارها (lacus)، خلیج‌وارها (sinus) و مرداب‌وارها (palus)ی سطح کره ماه که جمعاً آبگیروارها نامیده می‌شوند.

## دریاوارها و بزرگ‌دریاها
| نام فارسی       | نام لاتین            | عرض         | طول         | قطر          |
| --------------- | -------------------- | ----------- | ----------- | ------------ |
| دریای مار       | Mare Anguis          | ۲۲٫۶° شمالی | ۶۷٫۷° شرقی  | ۱۵۰ کیلومتر  |
| دریای نیمروزی   | Mare Australe        | ۳۸٫۹° جنوبی | ۹۳٫۰° شرقی  | ۶۰۳ کیلومتر  |
| دریای شناخته    | Mare Cognitum        | ۱۰٫۰° جنوبی | ۲۳٫۱° غربی  | ۳۷۶ کیلومتر  |
| دریای بحران‌ها   | Mare Crisium         | ۱۷٫۰° شمالی | ۵۹٫۱° شرقی  | ۴۱۸ کیلومتر  |
| دریای باروری    | Mare Fecunditatis    | ۷٫۸° جنوبی  | ۵۱٫۳° شرقی  | ۹۰۹ کیلومتر  |
| دریای سرما      | Mare Frigoris        | ۵۶٫۰° شمالی | ۱٫۴° شرقی   | ۱۵۹۶ کیلومتر |
| دریای هومبولت   | Mare Humboldtianum   | ۵۶٫۸° شمالی | ۸۱٫۵° شرقی  | ۲۷۳ کیلومتر  |
| دریای نمناکی    | Mare Humorum         | ۲۴٫۴° جنوبی | ۳۸٫۶° غربی  | ۳۸۹ کیلومتر  |
| دریای رگبارها   | Mare Imbrium         | ۳۲٫۸° شمالی | ۱۵٫۶° غربی  | ۱۱۲۳ کیلومتر |
| دریای هوشمندی   | Mare Ingenii         | ۳۳٫۷° جنوبی | ۱۶۳٫۵° شرقی | ۳۱۸ کیلومتر  |
| دریای آبخوست‌ها  | Mare Insularum       | ۷٫۵° شمالی  | ۳۰٫۹° غربی  | ۵۱۳ کیلومتر  |
| دریای کناره     | Mare Marginis        | ۱۳٫۳° شمالی | ۸۶٫۱° شرقی  | ۴۲۰ کیلومتر  |
| دریای مسکوی     | Mare Moscoviense     | ۲۷٫۳° شمالی | ۱۴۷٫۹° شرقی | ۲۷۷ کیلومتر  |
| دریای شهد       | Mare Nectaris        | ۱۵٫۲° جنوبی | ۳۵٫۵° شرقی  | ۳۳۳ کیلومتر  |
| دریای ابرها     | Mare Nubium          | ۲۱٫۳° جنوبی | ۱۶٫۶° غربی  | ۷۱۵ کیلومتر  |
| دریای شرقی      | Mare Orientale       | ۱۹٫۴° جنوبی | ۹۲٫۸° غربی  | ۳۲۷ کیلومتر  |
| دریای آرامی     | Mare Serenitatis     | ۲۸٫۰° شمالی | ۱۷٫۵° شرقی  | ۷۰۷ کیلومتر  |
| دریای اسمیت     | Mare Smythii         | ۱٫۳° شمالی  | ۸۷٫۵° شرقی  | ۳۷۳ کیلومتر  |
| دریای کف‌آلود    | Mare Spumans         | ۱٫۱° شمالی  | ۶۵٫۱° شرقی  | ۱۳۹ کیلومتر  |
| دریای آسایش     | Mare Tranquillitatis | ۸٫۵° شمالی  | ۳۱٫۴° شرقی  | ۸۷۳ کیلومتر  |
| دریای خیزاب‌ها   | Mare Undarum         | ۶٫۸° شمالی  | ۶۸٫۴° شرقی  | ۲۴۳ کیلومتر  |
| دریای بخارها    | Mare Vaporum         | ۱۳٫۳° شمالی | ۳٫۶° شرقی   | ۲۴۵ کیلومتر  |
| اقیانوس توفان‌ها | Oceanus Procellarum  | ۱۸٫۴° شمالی | ۵۷٫۴° غربی  | ۲۵۶۸ کیلومتر |

همچنین ناحیه‌ای در سمت پنهان ماه طی مدت کوتاهی اشتباهاً به صورت یک دریاوار فرض شد و به نام "دریای رؤیاها (Mare Desiderii) نامیده شد ولی این دریاوار امروزه به رسمیت شناخته نمی‌شود.

## دریاچه‌وارها
دریاچه‌مانندهایی نیز بر روی ماه قرار دارند که دشت‌های بازالتی کوچکی هستند و دریاچه‌وار (lacus) نامیده می‌شوند.
| نام فارسی      | نام لاتین            | عرض         | طول         | قطر         |
| -------------- | -------------------- | ----------- | ----------- | ----------- |
| دریاچه تابستان | Lacus Aestatis       | ۱۵٫۰° جنوبی | ۶۹٫۰° غربی  | ۹۰ کیلومتر  |
| دریاچه پاییز   | Lacus Autumni        | ۹٫۹° جنوبی  | ۸۳٫۹° غربی  | ۱۸۳ کیلومتر |
| دریاچه نیکی    | Lacus Bonitatis      | ۲۳٫۲° شمالی | ۴۳٫۷° شرقی  | ۹۲ کیلومتر  |
| دریاچه اندوه   | Lacus Doloris        | ۱۷٫۱° شمالی | ۹٫۰° شرقی   | ۱۱۰ کیلومتر |
| دریاچه برتری   | Lacus Excellentiae   | ۳۵٫۴° جنوبی | ۴۴٫۰° غربی  | ۱۸۴ کیلومتر |
| دریاچه شادی    | Lacus Felicitatis    | ۱۹٫۰° شمالی | ۵٫۰° شرقی   | ۹۰ کیلومتر  |
| دریاچه خوشی    | Lacus Gaudii         | ۱۶٫۲° شمالی | ۱۲٫۶° شرقی  | ۱۱۳ کیلومتر |
| دریاچه زمستان  | Lacus Hiemalis       | ۱۵٫۰° شمالی | ۱۴٫۰° شرقی  | ۵۰ کیلومتر  |
| دریاچه نرمی    | Lacus Lenitatis      | ۱۴٫۰° شمالی | ۱۲٫۰° شرقی  | ۸۰ کیلومتر  |
| دریاچه تجمل    | Lacus Luxuriae       | ۱۹٫۰° شمالی | ۱۷۶٫۰° شرقی | ۵۰ کیلومتر  |
| دریاچه مرگ     | Lacus Mortis         | ۴۵٫۰° شمالی | ۲۷٫۲° شرقی  | ۱۵۱ کیلومتر |
| دریاچه فراموشی | Lacus Oblivionis     | ۲۱٫۰° جنوبی | ۱۶۸٫۰° غربی | ۵۰ کیلومتر  |
| دریاچه نفرت    | Lacus Odii           | ۱۹٫۰° شمالی | ۷٫۰° شرقی   | ۷۰ کیلومتر  |
| دریاچه پشتکار  | Lacus Perseverantiae | ۸٫۰° شمالی  | ۶۲٫۰° شرقی  | ۷۰ کیلومتر  |
| دریاچه تنهایی  | Lacus Solitudinis    | ۲۷٫۸° جنوبی | ۱۰۴٫۳° شرقی | ۱۳۹ کیلومتر |
| دریاچه رویاها  | Lacus Somniorum      | ۳۸٫۰° شمالی | ۲۹٫۲° شرقی  | ۳۸۴ کیلومتر |
| دریاچه امید    | Lacus Spei           | ۴۳٫۰° شمالی | ۶۵٫۰° شرقی  | ۸۰ کیلومتر  |
| دریاچه زمان    | Lacus Temporis       | ۴۵٫۹° شمالی | ۵۸٫۴° شرقی  | ۱۱۷ کیلومتر |
| دریاچه هراس    | Lacus Timoris        | ۳۸٫۸° جنوبی | ۲۷٫۳° غربی  | ۱۱۷ کیلومتر |
| دریاچه بهار    | Lacus Veris          | ۱۶٫۵° جنوبی | ۸۶٫۱° غربی  | ۳۹۶ کیلومتر |

## خلیج‌وارها و مرداب‌وارها
مجموعه‌ای از عوارض سطحی کره ماه با نام خلیج‌وار (sinus) و مرداب‌وار (paludes) نامیده می‌شوند:
| نام فارسی       | نام لاتین         | عرض         | طول        | قطر         |
| --------------- | ----------------- | ----------- | ---------- | ----------- |
| مرداب همه‌گیری‌ها | Palus Epidemiarum | ۳۲٫۰° جنوبی | ۲۸٫۲° غربی | ۲۸۶ کیلومتر |
| مرداب پوسیدگی   | Palus Putredinis  | ۲۶٫۵° شمالی | ۰٫۴° شرقی  | ۱۶۱ کیلومتر |
| مرداب خواب      | Palus Somni       | ۱۴٫۱° شمالی | ۴۵٫۰° شرقی | ۱۴۳ کیلومتر |
| خلیج جوشان      | Sinus Aestuum     | ۱۰٫۹° شمالی | ۸٫۸° غربی  | ۲۹۰ کیلومتر |
| خلیج عشق        | Sinus Amoris      | ۱۸٫۱° شمالی | ۳۹٫۱° شرقی | ۱۳۰ کیلومتر |
| خلیج ناهمواری   | Sinus Asperitatis | ۳٫۸° جنوبی  | ۲۷٫۴° شرقی | ۲۰۶ کیلومتر |
| خلیج هماهنگی    | Sinus Concordiae  | ۱۰٫۸° شمالی | ۴۳٫۲° شرقی | ۱۴۲ کیلومتر |
| خلیج ایمان      | Sinus Fidei       | ۱۸٫۰° شمالی | ۲٫۰° شرقی  | ۷۰ کیلومتر  |
| خلیج شرف        | Sinus Honoris     | ۱۱٫۷° شمالی | ۱۸٫۱° شرقی | ۱۰۹ کیلومتر |
| خلیج تیراژه‌ها   | Sinus Iridum      | ۴۴٫۱° شمالی | ۳۱٫۵° غربی | ۲۳۶ کیلومتر |
| خلیج لونیک      | Sinus Lunicus     | ۳۱٫۸° شمالی | ۱٫۴° غربی  | ۱۲۶ کیلومتر |
| خلیج میانه      | Sinus Medii       | ۲٫۴° شمالی  | ۱٫۷° شرقی  | ۳۳۵ کیلومتر |
| خلیج ژاله       | Sinus Roris       | ۵۴٫۰° شمالی | ۵۶٫۶° غربی | ۲۰۲ کیلومتر |
| خلیج کامیابی    | Sinus Successus   | ۰٫۹° شمالی  | ۵۹٫۰° شرقی | ۱۳۲ کیلومتر |

برخی منابع همچنینی مرداب‌واری با نام مرداب مه‌ها (Palus Nebularum) به مختصات ۳۸٫۰° شمالی و ۱٫۰° شرقی در فهرست‌هایشان می‌آورند ولی این مرداب‌واره از سوی اتحادیه اخترشناسی جهانی (IAU) به رسمیت شناخته نشده.